# Balistoides
Balistoides é um gênero de peixes-porco nativa da região do Indo-Pacífico. Ele é facilmente reconhecido pela manchas brancas na parte inferior do corpo. É encontrado na parte externa dos recifes de corais.
Existem atualmente duas espécies reconhecidas neste gênero:

- Balistoides conspicillum (Bloch & J. G. Schneider, 1801)
- Balistoides viridescens (Bloch & J. G. Schneider, 1801)